# Jardim da Penha

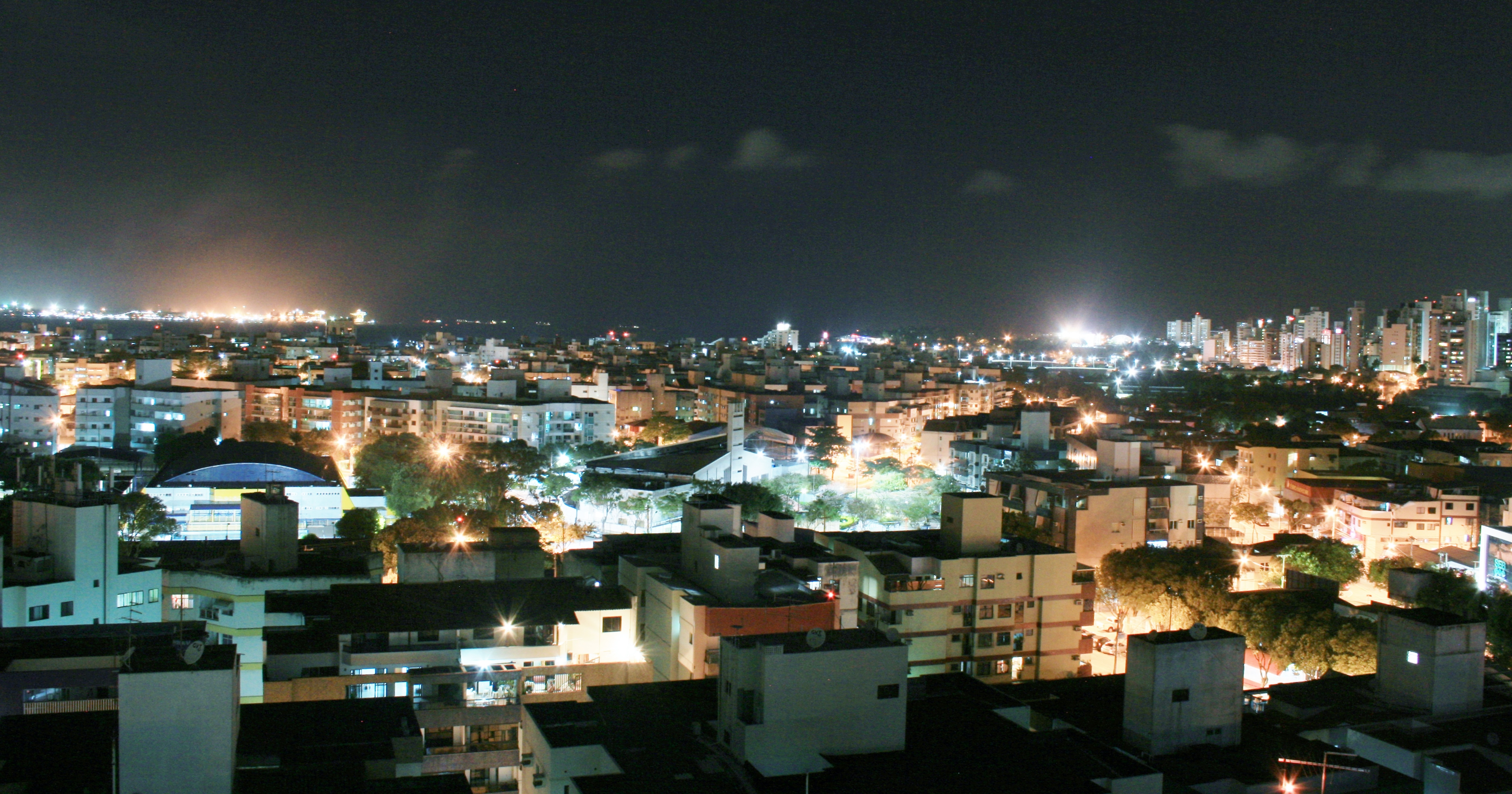
Jardim da Penha, Vitória, Espírito Santo.

Jardim da Penha é um bairro localizado na zona norte da cidade de Vitória, capital do estado de Espírito Santo, Brasil.

## História
A região compreendida ente a Avenida Adalberto Simão Nader até o Canal de Camburi, abrangendo a região onde hoje é a UFES, era uma fazenda conhecida como Sítio Queiroz ou Fazenda Mata da Praia. A propriedade pertencia ao capitão Justiniano Azambuja Meyrelles, escriturada em 1891. 
Até a década de 1950 a Praia de Camburi só era acessada através da antiga estrada que ligava Vitória à Serra, hoje conhecida como Avenida Fernando Ferrari. Era, na verdade, a continuidade da ponte da passagem, que já existia desde a década de 20. O acesso à praia também era possível através de barco. Os pescadores e velejadores do Iate Clube chegavam à praia através do mar, outros se aventuravam pela mata. Havia ainda aqueles que buscavam a região para colher cajus e pitangas. O caju misturado à cachaça deu origem a uma bebida que ficou conhecida nacionalmente – o “caju-amigo”. 

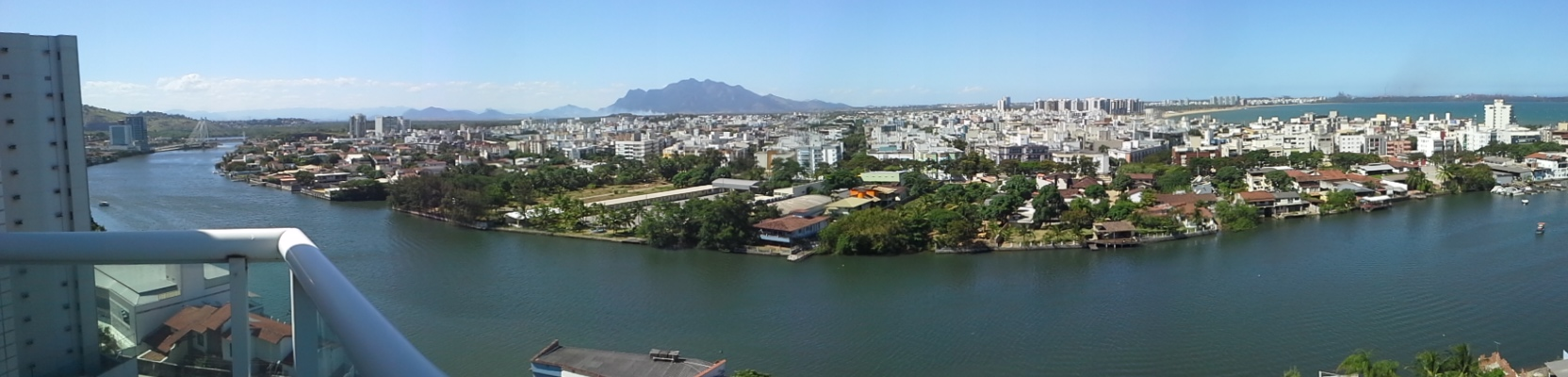
Vista panorâmica do bairro Jardim da Penha.

O nome Jardim da Penha surgiu porque a região era uma área plana, toda verde, contendo vegetação de restinga e de Mata Atlântica. O local era um jardim formado de bromélias, cajueiros, goiabeiras, palmeirinhas e orquídeas. De toda parte podia-se avistar o Convento da Penha, ampliando a visão para além do mar. 
No ano de 1928, Ostilho Ximenes inicia um loteamento para veraneio. Como a região era pouco atrativa, Ostilho cria um jornal para divulgar seu próprio negócio. Ironicamente, o loteamento não teve êxito, mas o jornal, vendido a Thiers Velloso seria a semente do jornal A Gazeta. 
A ideia do loteamento e urbanização da área ressurgiu na década de 1950. A Empresa Capixaba de Engenharia e Comércio idealizou a área inspirada no traçado da cidade de Belo Horizonte, considerada, até então, modelo de modernidade. O projeto foi aprovado pela prefeitura dois anos depois. A região da Adalberto Simão Nader até o Canal de Camburi foi desenhada em largas avenidas diagonais, formando 13 quadras. Cada quadra era dividida em lotes de aproximadamente 400m². Os primeiros lotes vendidos foram os da região que hoje abriga o bairro Jardim da Penha. A alteração do traçado original, em algumas localidades, deu-se por causa das invasões que ocorreram na divisa com o canal e também a uma nova proposta da empresa Sena Engenharia que planejou outro traçado para o projeto Mata da Praia. 
O interesse pelos primeiros lotes de Jardim da Penha não teve origem residencial, mas foram adquiridos primeiramente por armazéns como o Instituto Brasileiro do Café (IBC) e outros. Somente em meados da década de 60 é que o bairro conta com 106 casas que, no entanto, não tinham acesso à iluminação pública, comércio ou transporte. O pão era comprado em Goiabeiras, os ônibus só passavam pela Fernando Ferrari, o caminho para a praia era por uma trilha onde é hoje a Rua Eugenílio Ramos. Para agravar a situação, para além dos perigos naturais, a região era usada para desova de cadáveres. 
Como a região alternava entre poeira e lama, a população que, obrigatoriamente andava em grupos, saia de chinelos com os sapatos nas mãos, calçando-os dentro do ônibus. Todas as dificuldades e as necessidades que os moviam a conviver em grupo avançaram para as tentativas de organizações comunitárias. O isolamento a que eram submetidos, motivou a criação de um clube para a reunião de famílias e realização de eventos e atividades sociais. O terreno do clube foi adquirido através da renda dos churrascos realizados numa choupana de palha e das serestas das sextas-feiras que incluía até o forró em seu repertório. Por fim, os 106 moradores tornam-se sócios-proprietários do clube. 

## Ocupação da zona norte de Vitória
Após a ocupação do Centro, a população direciona-se para o norte da cidade, ocupando primeiramente a Praia do Canto e avançando para a região continental. Posteriormente, na metade da década de 70, surgiram pequenos conjuntos habitacionais de apartamentos destinados à classe média baixa. Com a melhoria da infra-estrutura do bairro, a proximidade do mar e a facilidade de acesso ao Centro, vários prédios foram construídos no local.

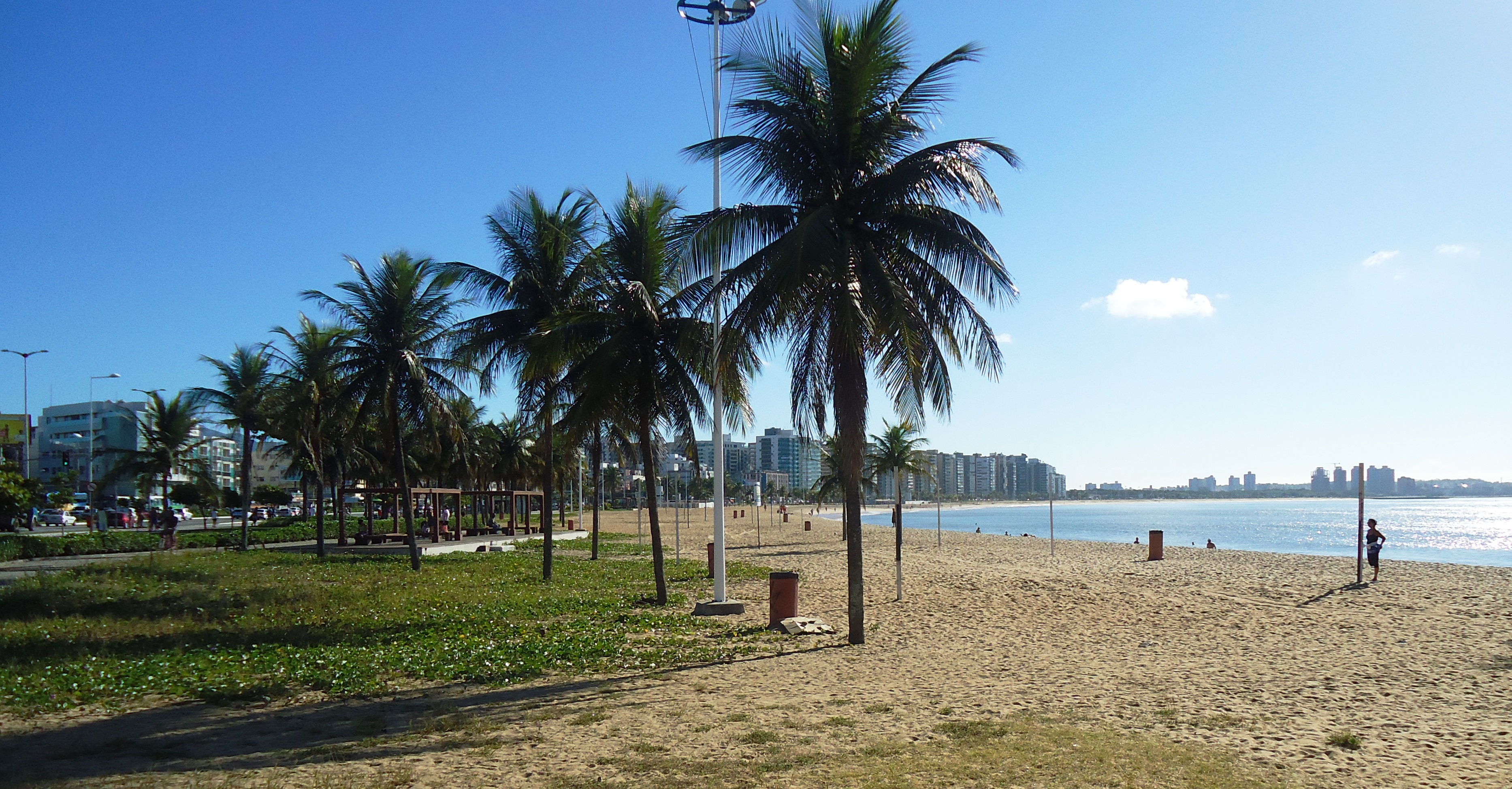
Praia de Camburi, localizada na zona norte de Vitória.

Hoje o bairro está praticamente todo ocupado por funcionários públicos, estudantes universitários e profissionais liberais caracterizando uma população jovem, além de um comércio auto-suficiente. 
Uma particularidade das edificações do bairro são os residenciais e edifícios que não possuem play ground. A explicação é que os moradores lutam para que essas áreas sejam externas, garantindo a convivência e interação entre os moradores. O bairro possui 7 praças.
No esporte, o bairro é representado pela Associação Esportiva Jardim da Penha, que participa de diversas modalidades e possui vários títulos: Tetracampeã Municipal de Futebol de Areia e Campeã Metropolitana e Estadual de Futsal Máster. No futebol de campo, a associação é Campeã da Liga de Goiabeiras e da Copa Metropolitana, competição esta em que participa anualmente e onde já foi semifinalista por duas vezes.

## Locais
- Rua da Lama: Local de encontro dos jovens de Jardim da Penha e bairros vizinhos. Compreende o final da av. Anísio Fernandes Coelho e imediações. Desde o início do bairro, com a proximidade da UFES, era uma rua de barro com vários barzinhos próximo ao posto de gasolina, daí o nome. Seus frequentadores são em geral universitários jovens de classe social média. O lugar tem caráter informal, onde podem se ver diversas tribos, desde neo-góticos a hipsters, mas que onde impera é mesmo a bermuda/tênis.
- Pracinha do EPA: A praça Regina Frigeri Furno, ou pracinha do EPA devido à presença de uma unidade capixaba do grupo mineiro de supermercados, hospeda às sextas-feiras a famosa feirinha de jardim da penha, onde barraqueiros de artesanatos e comidinhas de rua vendem seus produtos para um público de famílias locais e jovens namorados.
- Pracinha da Flash Vídeo: Apesar de ter fechado em 2014 [2], os moradores de Jardim da Penha ainda chamam a Praça Philogomiro Lannes pelo nome da antiga vídeolocadora.
- SESI: A unidade da rede SESI concentra várias atividades disponíveis para os moradores, além de um teatro que recebe ocasionalmente peças nacionais.
- Orla: a orla de Jardim da Penha também possui vida noturna, com bares, galetos, sorveterias, pizzarias, empadarias, academias, hotéis, churrascarias, além do calçadão de Camburi, com quiosques, aparelhos de atividade física, ciclovia, espaço para caminhadas e corridas e, é claro, a praia.
- IBC: Os antigos galpões do extinto Instituto Brasileiro do Café possuem projeto na prefeitura para darem espaço, entre outras coisas, a um centro cultural comunitário. O local deverá abrigar um centro de memória do café, biblioteca, teatro e centro de convivência.[3]
- Rua do canal: trata-se da avenida Saturnino Rangel Mauro, e possui este nome devido a acompanhar o trajeto do canal de Vitória.
- Molhe de Iemanjá: Um dos 3 molhes construídos na praia de Camburi, situado na foz do canal de Vitória, tem este nome e é conhecido por possuir uma estátua de 3 metros de altura de Iemanjá.